# Have You Ever Really Loved a Woman?
Singles de Bryan Adams
All for Love
(1993) Rock Steady
(1995)
Have You Ever Really Loved a Woman? est une chanson interprétée par le chanteur de rock canadien Bryan Adams qu'il a écrite et composée avec Michael Kamen et Robert John "Mutt" Lange. Sortie en single le 4 avril 1995, elle est extraite de la bande originale du film Don Juan DeMarco.
Elle est ensuite incluse dans l'album 18 til I Die sorti en 1996.
Le guitariste espagnol Paco de Lucía joue aux côtés de Bryan Adams sur ce titre.
La mélodie de la chanson est le thème musical principal du film Don Juan DeMarco. Pendant le long métrage, elle est chantée en espagnol par des interprètes autres que Bryan Adams dont la version est jouée pendant le générique de fin.
La chanson connaît un succès international et se classe en tête des ventes dans plusieurs pays.

## Distinctions
Have You Ever Really Loved a Woman? obtient une nomination pour le Golden Globe de la meilleure chanson originale et pour l'Oscar de la meilleure chanson originale en 1996,.

## Clip
Le clip a été filmé par Anton Corbijn en Espagne, à Marbella, avec Cecilie Thomsen et Amira Casar.

## Classements et certifications
| Classement (1995)                          | Meilleure position |
| ------------------------------------------ | ------------------ |
| Allemagne (GfK Entertainment)              | 3                  |
| Australie (ARIA)                           | 1                  |
| Autriche (Ö3 Austria Top 40)               | 1                  |
| Belgique (Flandre Ultratop 50 Singles)     | 3                  |
| Belgique (Wallonie Ultratop 50 Singles)    | 2                  |
| Canada (RPM 100 Singles)                   | 1                  |
| États-Unis (Billboard Hot 100)             | 1                  |
| États-Unis (Hot Adult Contemporary Tracks) | 1                  |
| France (SNEP)                              | 5                  |
| Irlande (IRMA)                             | 3                  |
| Norvège (VG-lista)                         | 5                  |
| Nouvelle-Zélande (RMNZ)                    | 9                  |
| Pays-Bas (Nederlandse Top 40)              | 2                  |
| Pays-Bas (Single Top 100)                  | 2                  |
| Royaume-Uni (UK Singles Chart)             | 4                  |
| Suède (Sverigetopplistan)                  | 6                  |
| Suisse (Schweizer Hitparade)               | 1                  |

| Pays              | Certification | Unités certifiées |
| ----------------- | ------------- | ----------------- |
| Allemagne (BVMI)  | Or            | 250 000           |
| Australie (ARIA)  | Platine       | 70 000            |
| Autriche (IFPI)   | Or            | 25 000            |
| Belgique (BEA)    | Or            | 25 000            |
| Royaume-Uni (BPI) | Argent        | 200 000           |
| Suède (GLF)       | Or            | 25 000            |
| Suisse (IFPI)     | Or            | 25 000            |